# BMD-1
BMD-1 – radziecki bojowy wóz piechoty przeznaczony dla wojsk powietrznodesantowych.

## Historia
Na początku lat 60. XX wieku w ZSRR przeprowadzono szeroko zakrojone prace nad nowym pojazdem przeznaczonym do transportu drużyn piechoty. Efektem tych prac było wprowadzenie do uzbrojenia pierwszego bojowego wozu piechoty BMP-1. Jeszcze przed oficjalnym wprowadzeniem do uzbrojenia BMP-1 dowództwo Armii Radzieckiej postanowiło uzbroić w podobny wóz jednostki powietrznodesantowe (ZSRR posiadał w tym czasie 8 dywizji powietrznodesantowych).
W 1965 zlecenie na opracowanie takiego wozu dostało biuro konstrukcyjne przy Wołgogradzkiej Fabryce Traktorów (WTZ). Prototyp nowego pojazdu nosił oznaczenie Obiekt 915. Projektując nowy pojazd konstruktorzy WTZ wykorzystali wieżę BMP-1, dlatego oba pojazdy miały identyczne uzbrojenie główne. Całkowicie nowy był opracowany w WTZ kadłub.
W latach 1967–1969 wyprodukowano pierwsze serie doświadczalnych BMD-1, które były następnie poddawane próbom. Pojazd został oficjalnie wprowadzony do uzbrojenia 16 kwietnia 1969 roku jako BMD-1 (Боевая Машина Десанта-1 – bojewaja maszyna diesanta 1, ros. Bojowy Wóz Desantu 1). Produkcję seryjną uruchomiono w 1970 roku. W BMD-1 wyposażano po dwa pułki każdej dywizji powietrznodesantowej (ok. 220 BMD w dywizji). Od 1971 produkowano też wariant wozu dowodzenia BMD-1K, z 6-osobową załogą i dodatkowym wyposażeniem.
Pod koniec lat 70. BMD-1 był już konstrukcją przestarzałą, nie mającą dużych szans w walce z nowoczesnymi BWP armii NATO. Dlatego od 1977 roku wozy poddawano modernizacji – ppk 9M14 Malutka zastąpiono wyrzutnią ppk 9M113 Konkurs lub 9M111 Fagot. Otrzymały one oznaczenie BMD-1P lub PK (wariant dowodzenia). BMD-1P produkowany był do 1985 roku, ponadto starsze wozy modernizowano do jego standardu.
Na niewiele zmodyfikowanym kadłubie BMD-1 oparto konstrukcję wozu BMD-2, który różnił się uzbrojeniem i miał stać się następcą BMD-1. Pogorszenie stanu radzieckiej gospodarki w latach 80. sprawiło, że BMD-1 nie został wycofany z uzbrojenia i jest nadal eksploatowany obok wozów BMD-2 i BMD-3. Przedłużone podwozie BMD-1 stało się podstawą do zaprojektowania transportera opancerzonego BTR-D i moździerza samobieżnego 2S9 Nona.

## Opis
BMD-1 jest pływającym opancerzonym, gąsienicowym wozem bojowym, przystosowanym do transportu drogą lotniczą i desantowania przez zrzut na spadochronach.
Załogę BMD-1 tworzą: dowódca, kierowca, działonowy, strzelec kursowego karabinu maszynowego i trzech żołnierzy, z czego 4 lub 5 żołnierzy (w zależności od źródeł) stanowi desant. Kierowca, dowódca i strzelec kursowego karabinu maszynowego zajmują miejsce w przedniej części pojazdu, działonowy w wieży, a żołnierze desantu w przedziale pomiędzy wieżą a przedziałem napędowym.
W przedniej części kadłuba znajduje się przedział kierowania. W środkowej przedział bojowy z wieżą i przedział desantu, a w tylnej – napędowy. Opancerzenie kadłuba i wieży chroni przed ostrzałem broni strzeleckiej i odłamkami pocisków artyleryjskich.
W przedziale napędowym umieszczony jest silnik i układ przeniesienia mocy. Napęd BMD-1 stanowi 6-cylindrowy, czterosuwowy, wysokoprężny, chłodzony cieczą silnik 5D20. Jest on zbudowany w układzie V i ma pojemność 15 900 cm³. Moc przy 2600 obr./min. wynosi 240 KM. Moc z silnika jest przenoszona na koła napędowe przy pomocy sterowanego mechanicznie i hydraulicznie mechanicznego układu przeniesienia mocy. Mechanizm przenoszenia mocy umożliwia ruch wozu do tyłu, hamowanie oraz skręcanie.
BMD-1 posiada zawieszenie niezależne hydropneumatyczne. Każde z 10 kół jezdnych jest połączone za pomocą wahacza z amortyzatorem hydropneumatycznym. Dzięki zastosowaniu zawieszenia hydropneumatycznego prześwit może być zmieniany w zakresie 100 – 450 mm. Napęd z silnika jest przekazywany na znajdujące się w tylnej części pojazdu koła napędowe. Z przodu pojazdu znajdują się koła napinające. Pojazd posiada dwie gąsienice o szerokości 250 mm, długość oporowa każdej gąsienicy wynosi 2800 mm.
Napęd w wodzie zapewniają dwa pędniki wodne.
W przedziale kierowania stanowiska mają kierowca, dowódca i strzelec kursowego PKT. Kierowca obserwuje teren przed wozem za pomocą trzech peryskopów. Środkowy peryskop może być zamieniony na peryskop podnoszony zapewniający obserwację przy podniesionym falochronie lub peryskop nocny.
Dowódca siedzi po lewej stronie kierowcy i obserwuje teren przed pojazdem przy pomocy peryskopu obrotowego. Do zadań dowódcy należy obsługa lewego, kursowego PKT, a także radiostacji R-123M i żyrokompasu Gpk-S9.
Po prawej stronie kierowcy stanowisko ma strzelec drugiego kursowego karabinu maszynowego, będący zarazem żołnierzem desantu.
W środkowej części pojazdu znajduje się przedział bojowy z wieżą obrotową. Wieża pancerna ma kształt stożka ściętego. W wieży znajduje się zasadnicze uzbrojenie wozu: 73 mm armata 2A28 Grom i sprzężony z nią karabin maszynowy PKT. Nad lufą armaty znajduje się wyrzutnia 9P122 pocisków 9M14M Malutka (w wozach BMD-1P zastąpiona przez wyrzutnię 9P135M pocisków 9M111/9M113 umieszczoną na wieży). Uzbrojenie nie jest stabilizowane.
Armata 2A28 jest ładowana ręcznie. Stosowane są naboje przeciwpancerne kumulacyjne PG-15W i od 1974 roku odłamkowe OG-15W. Zapas amunicji do działa wynosi 40 nabojów, a do km-ów PKT 2000 sztuk. Dodatkowo w wozie przewożone są trzy ppk 9M14M Malutka, a także wyrzutnie przenośne dla nich. Wersja BMD-1P standardowo przenosi dwa pociski 9M113 Konkurs i jeden 9M111 Fagot (9M11-2, 9M11M). Od 1979 roku część pojazdów otrzymywała też wyrzutnie granatów dymnych 902W Tucza.
Do celowania służy działonowemu dzienno-nocny celownik, a obserwację poza polem widzenia celownika zapewniają peryskopy.
Pomiędzy wieżą a przedziałem napędowym znajduje się mały przedział desantowy. Zajmują w nim miejsce trzej żołnierze desantu (dwóch po bokach przedziału, a trzeci za wieżą, bokiem do kierunku jazdy). Przedział ten nakryty jest centralnym lukiem, w którym znajduje się otwór do strzelania w kierunku tyłu z broni automatycznej. Charakterystyczną cechą pojazdu jest swojego rodzaju „tunel” w tylnej części pojazdu, utworzony przez obniżony w środkowej części, za lukiem desantu, przedział napędowy. Po jego bokach znajdują się zbiorniki paliwa i systemy chłodzenia silnika.
BMD-1 jest przystosowany do transportu drogą powietrzną (samolotami An-12, An-22, Ił-76, An-124 i śmigłowcami Mi-6, Mi-26). BMD może być zrzucany na spadochronie (załoga desantuje się osobno). Zrzut może być wykonywany z małej wysokości przy pomocy specjalnego spadochronu wyciągającego platformę z BMD z samolotu, albo z dużej wysokości na platformie desantowej PRSm-915 wyposażonej w system spadochronów (prędkość opadania 15–20 m/s), oraz system silników rakietowych zmniejszających końcową prędkość opadania do 6–7 m/s. Po wylądowaniu załogi wozów odszukują pojazd, wykorzystując kodowany sygnał nadawany przez pojazd (inny dla każdego wozu).